# Mabilleodes
Mabilleodes är ett släkte av fjärilar. Mabilleodes ingår i familjen Crambidae.
Kladogram enligt Catalogue of Life:
| Mabilleodes | \| \| Mabilleodes anabalis \| \| \| \| \| \| Mabilleodes catalalis \| \| \| \| |
|             | \| \| Mabilleodes anabalis \| \| \| \| \| \| Mabilleodes catalalis \| \| \| \| |
|             | Mabilleodes anabalis                                                           |
|             |                                                                                |
|             | Mabilleodes catalalis                                                          |
|             |                                                                                |